# Ловцы забытых голосов
«Ловцы забытых голосов» (яп. 星を追う子ども Хоси о оу кодомо, досл. «Дети, охотящиеся за звёздами»), тж. англ. «Children Who Chase Lost Voices from Deep Below» — полнометражный аниме-фильм Макото Синкая. Эта работа стала для режиссёра наиболее продолжительной по хронометражу среди всех его фильмов на момент выхода. Картина описывается как «живой» анимационный фильм с приключениями и романтикой, сосредоточенными вокруг весёлой и энергичной девушки в её путешествии. Премьера состоялась 7 мая 2011 года.
28 сентября 2011 года компания Reanimedia официально объявила о приобретении эксклюзивной лицензии (кинотеатральные, DVD и телевизионные права) на выпуск в России, Украине, Беларуси, Казахстане и странах Балтии полнометражного анимационного фильма под названием «Ловцы забытых голосов».
Дата выхода российского физического лимитированного издания: 25 марта 2012 года.

## Сюжет
Асуна — школьница, которая очень рано потеряла отца и теперь живёт с мамой. Дома большую часть времени она проводит одна, так как мама работает в госпитале на ночных сменах. В школе у неё очень хорошая успеваемость, но друзей не так уж и много. Вечера она проводит на склоне холма, слушая старое радио с помощью кристалла, который достался ей в память о папе. Однажды по дороге на холм на неё нападает огромное создание, от которого её спасает юноша по имени Сюн. Спустя два дня Асуна узнаёт, что Сюн погиб, и отправляется в его мир, Агарту, чтобы вновь встретиться со своим другом.

## История создания
После окончания работы над фильмом «Пять сантиметров в секунду» Синкай заявил, что большинство его предыдущих работ рассказывали о людях, вынужденных расстаться с теми, кто им дорог, и он захотел развить эту тему дальше и создать работу о том, как преодолеть эту потерю.
В ноябре 2010 года стали известны название, некоторые детали сюжета и дата выхода фильма, кроме того был выпущен трейлер. Дизайнером персонажей является Такаё Нисимура, а автором музыки — Тэммон.

## Достижения и награды
Вместе с ещё четырьмя картинами в октябре 2011 года фильм был номинирован на премию Asia Pacific Screen Awards в категории «лучший анимационный фильм».